# Songoua
Songoua est une commune rurale du Mali de l'arrondissement central de Koutiala, dans le cercle de Koutiala et la région de Koutiala. Elle a pour chef-lieu la localité de Sirakélé.

## Villages
La commune s'étend sur 2 localités relevées lors du recensement général de 2009. 
Les villages les plus peuplés sont :
- Sirakélé (1 964 habitants)
- Kilé (1 689 habitants)

En 2023, la loi 2023-007 attribue à la commune 3 villages, fractions ou quartiers  :
- Sirakélé
- Kilé
- Karaba